# Программа проектов
Программа проектов – это ряд связанных друг с другом проектов, управление которыми координируется для достижения преимуществ и степени управляемости, недоступных при управлении ими по отдельности.
в ГОСТ Р 54871-2011 дано определение "3.11 программа: Совокупность взаимосвязанных проектов и другой деятельности, направленных на достижение общей цели и реализуемых в условиях общих ограничений."

## Категории программ
Дункан Фернс выделяет три большие категории программ:
• Стратегические программы – группы проектов, возникшие в результате изменений миссии или стратегических целей компании и призванные осуществить эти изменения. Например, реорганизация, диверсификация бизнеса, слияние или поглощение и т.д.
• Программы, связанные с бизнес-циклом. Например, разработка сводного бюджета – программа, отдельными проектами которой являются разработка сводного бюджета на определённый период. Программы, связанные с бизнес-циклом являются ярким примером того, как можно операционную деятельность перевести с функциональных на проектные рельсы.
• Программы, подчинённые одной цели. Например, создание нового самолёта.

## Декомпозиция целей программ
Все три типа программ имеют цели, которые соединяют разрозненные проекты вместе, именно в этой цели и заключается тот самый эффект синергизма, о котором говорится в определении программы.
Эти цели тесно связаны с показателями эффективности проектов, из которых состоит программа. Всё это позволяет провести декомпозицию цели программы, разбив её на такие подцели (за их реализацию будут отвечать подпрограммы или проекты), которые должны быть, безусловно выполнены для достижения цели программы. Например, для создания нового автомобиля необходимо сделать новый двигатель, новый кузов и т.д. Получается, что структура декомпозиции цели программы будет являться частью стратегии компании. Особенно хорошо это видно на программах связанных с бизнес циклом, т.к. в данном случае, если в компании применяется система сбалансированных показателей, то части взаимосвязанных показателей будут являться программами, а внутренние связи системы показателей – структурной декомпозицией программы.
В итоге, при выборе «правильных» проектов из которых будет состоять программа, их можно сначала отнести к декомпозированным частям программы и выбор проектов осуществлять уже в рамках каждой части, что значительно сократит возможное количество разных программ, которые будут из них получаться. Внутренние зависимости отдельных проектов внутри программы в данном случае будут только помогать выбору проектов, выравниванию и распределению ресурсов, т.к. любая зависимость сокращает множество решений, из которого придётся выбирать.
В инновационных компаниях такая декомпозиция программ может соответствовать функциональной структуре, т.к. в этих случаях подразделения, как правило, специализируются на какой-нибудь стадии разработки продукта или на его отдельных характеристиках, что ещё больше упрощает внедрение управления программой, т.к. позволяет делегировать часть ответственности и работ в подразделения.

## Управление программой  проекта. Сравнение с управлением портфелем и проектом
Управление портфелем, программой и проектом представляют собой иерархическую структуру. На верхней ступени пирамиды стоит управление портфелем, которое содержит в себе все программы и проекты, обладающие приоритетами в зависимости от их бизнес-целей. Далее располагается управление программами, которое содержит множество взаимосвязанных проектов, поскольку они поддерживают определённые бизнес-цели. На нижней ступени находится проект.

### Управление портфелем
Управление портфелем проектов - процесс, который характеризуется соответствием с направлением бизнеса. Приоритеты управления проектом устанавливаются посредством соответствующего процесса оптимизации для организации. Риски и поощрения учитываются и балансируются, а программы выбираются на основании их соответствия организационной стратегии. Обзор предоставляется реализацией программы и проекта, таким образом, может быть проведена адаптация портфеля в случае, если это необходимо. Стратегические изменения также могут вызвать корректировку портфеля.

### Управление программой
Ключевым свойством управления программой является бизнес-поддержка и финансирование. Исходя из определения, основанного на решениях, принятых на уровне управления портфелем, программы спонсируются нуждами бизнеса. Программа берёт на себя владение преимуществами и, по большому счёту, измеряется достижением данных преимуществ. Программы также могут обладать "потоками преимуществ", или наборами взаимосвязанных преимуществ, таких как увеличение возможностей отдела исследований и разработок в комбинации с возросшим уровнем проникновения в рынок, что пересекается со многими функциями организации. Поскольку программы, состоящие, по своей природе, из множества проектов, проходят через функции в организации, они обладают всеми элементами бизнес-системы, следовательно, являются ориентированными на общее управление.
в ГОСТ Р 54871-2011 дано определение "3.16 управление программой: Централизованные координирующие действия, предпринимаемые для достижения целей и реализации (извлечения) выгод программы."

### Управление проектом
Управление проектами заботится о предоставлении возможностей, обычно определённых в пределах программы. Проектами движут стратегии, но они не обладают стратегической инициативой, как в случае с программами. Вместо этого, проект получает входные элементы, затем разрабатывает и реализует тактический план. Мониторинг и конечное измерение успеха зачастую основывается на тактических соображениях, таких как бюджет и план, а не на достижении стратегических бизнес-целей.